# Anortita
La anortita es un mineral que constituye una variedad de plagioclasa. Es un aluminosilicato de calcio, por definición cuando el calcio es más del 90% de los iones metálicos. Es dimorfo de la svyatoslavita, que tiene la misma fórmula química pero cristaliza en otro sistema distinto del triclínico.
Es el extremo con calcio de la serie de solución sólida de las plagioclasas, cuyo otro extremo es la albita (plagioclasa de sodio).[cita requerida]
Su nombre viene del griego anortos, que significa no recto, por sus cristales oblicuos. Se describió por primera vez en 1823 por Gustav Rose en a partir de muestras obtenidas en el Vesubio, Italia.  Sinónimos muy poco usados en español son: indianita, amphodelita, anorthita, anorthoíta, barsovita, beffanita, ciclopita o lepolita.
Son muy frecuentes las maclas de un cristal penetrando en otro, llegando a ser raro ver un cristal con sus superficies enteras sin estar cortado por otro. Las maclas en láminas pueden producir un acanalado en el cristal, produciendo el efecto de estriaciones.

## Ambiente de formación
Se encuentra fundamentalmente en rocas metamórficas procedentes de calizas sometidas a metamorfismo de contacto. También podemos encontrarla en rocas ígneas plutónicas máficas.
Por su ambiente de formación, los minerales a los normalmente aparece asociada son biotita, augita, piroxeno y hornblenda.

## Localización, extracción y uso
Se han encontrado notables yacimientos en Nápoles, Campania y en el monte Vesubio (Italia). También es importante en California y Nueva Jersey (Estados Unidos).
Como todas las plagioclasas, la anortita posee aplicaciones industriales para fabricar cerámicas y esmaltes, aparte del interés coleccionístico.